# شطرنج تيمورلنك
الصف الأول (الاقرب لطرف اللوحة) : الفيل،الجمل،الدبابة،الدبابة،الجمل،الفيل.
الصف الثاني : القلعة،الحصان،الوتد،الزرافة،الوزير،ملك،الفرز،الزرافة،الوتد،الحصان،القلعة.
شطرنج تيمورلنك هي لعبة شطرنج مطوّرة تم تطويرها من الفرس خلال عهد تيمورلنك (1336-1405) وبعض المصادر ترد اللعبة إلى تيمورلنك نفسه. وهي أكبر مساحة حيث أن أعداد المربعات بها تصل إلى 112 مربع  مقارنة ب 64 مربع في الشطرنج العادية وعدد القطع 56 قطعة بينما في الشطرنج العادية 32 . ولها أسماء أخرى مثل الشطرنج التامة أو الكاملة، والشطرنج الكبير.

## القواعد

### الإعداد
يبلغ عدد المربعات باللوحة 112 مربع، بحيث تكون الأبعاد 10*11 والمجموع 110 بالإضافة إلى مربع إضافي على يمين كل لاعب في الصفين الثانيين . يسمى المربعان الإضافيان "حصون"
لكل لاعب 28 قطعة من 11 نوعًا مختلفًا :
- 11 بيدق (من  11 نوعًا مختلفًا)
- 2 قلعة
- 2 حصان
- 2 وتد
- 2 زرافة
- 1 وزير
- 1 ملك
- 1 فرز
- 2 فيل
- 2 جمل
- 2 دبابة

### الحركة والالتقاط

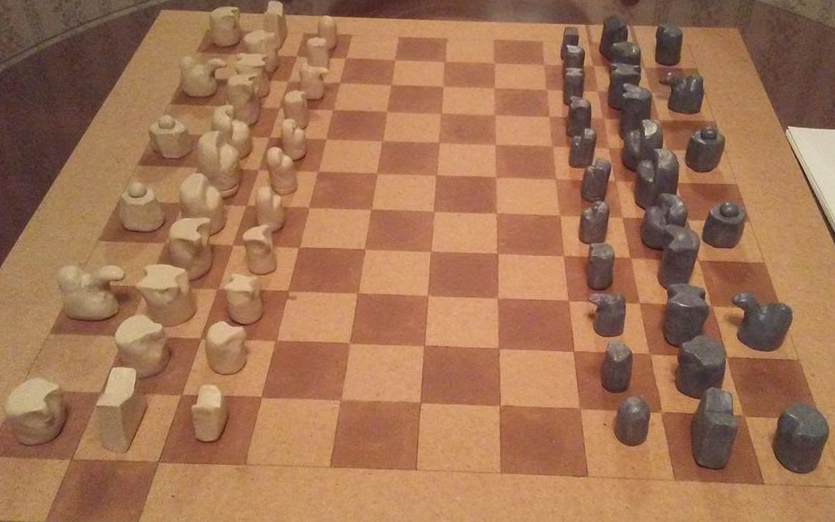
مجموعة شطرنج تيمورلنك. تقارب القطع مظهر قطع شطرنج تيمورلنك في القرن الرابع عشر لبلاد فارس.

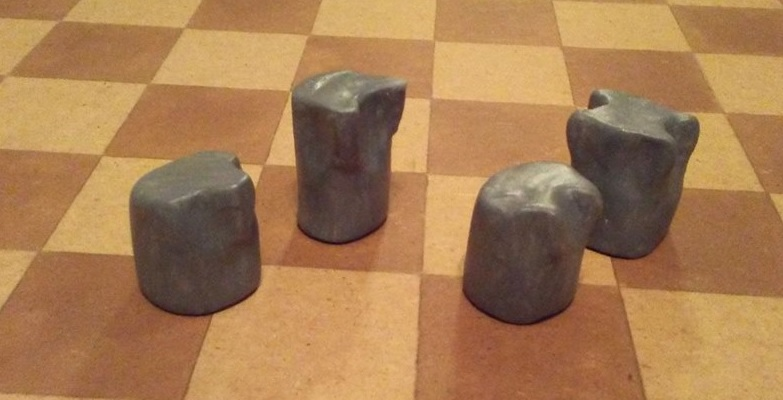
من اليسار لليمين : الحصان،الوتد،الفيل،الزرافة

- ملك (الشاه) يتحرك ويلتقط خطوة واحدة مستقيمة أو قطريًّا كما في الشطرنج
- فرز يتحرك ويلتقط خطوة واحدة قطريًّا
- وزير يتحرك ويلتقط خطوة واحدة مستقيمة
- زرافة تقفز وتلتقط (4؛1)
- الوتد يتحرك ويلتقط خطوتين أو أكثر قطريًّا من دون قفز
- حصان يقفز ويلتقط (2؛1) كما في الشطرنج
- قلعة تتحرك وتلتقط خطوة أو أكثر عموديًّا أو أفقيًّا من دون قفز كما في الشطرنج
- فيل يقفز ويلتقط خطوتين قطريًّا
- جمل يقفز ويلتقط (3؛1)
- دبابة تقفز وتلتقط خطوتين أفقيًّا أو عموديًّا
- بيدق يتحرك خطوة واحدة عموديًّا إلى الأمام ويلتقط خطوة واحدة قطريًّا إلى الأمام كما في الشطرنج

### ترقية البيادق
يتم ترقية البيادق في شطرنج تيمورلنك عن طريق الوصول إلى الصف الأخير من اللوحة وتكون كالتالي :
1. باستثناء بيدق البيادق وبيدق الملوك فإن كل بيدق يصل إلى المرتبة الأخيرة على اللوحة، تتم ترقيته إلى القطعة المقابلة له. مثلًا بيدق الزرافة يرقى إلى الزرافة وبيدق الجمل يرقى إلى جمل وهكذا
2. بيدق الملوك يصبح أميرًا. الأمير يتحرك كملك. ويعامل أيضًا كقطعة ملكية ثانية (انظر أدناه)
3. عندما يصل بيدق البيادق إلى المرتبة الأخيرة، فإنه يبقى هناك ولا يمكن أخذه. بمجرد أن يتطور الموقف حيث لا يستطيع الخصم الهروب من خسارة قطعة إلى بيدق، أو حيث قد يهاجم البيدق وحدتين متعارضتين في وقت واحد (متشعب)، يجب على اللاعب نقل بيدقه إلى ذلك الموقع. وينتقل إلى هذا الموقع حتى لو كان المربع مشغولاً إما بقطعة حليفة أو معارضة. تتم إزالة القطعة التي تشغل المربع من اللوحة. في خطوة البيدق التالية، قد يلتقط أي قطعة يهاجمها. ثم يستمر في التقدم على السبورة باعتباره بيدقًا. عند الترقية الثانية لهذا البيدق، ينتقل إلى نقطة البداية بيدق الملك. عند الترقية الثالثة يصبح ملكًا عرضيًا، الملك العرضي يتحرك كملك ويعامل أيضًا كقطعة ملكية ثالثة (انظر أدناه)

### الحصون
يسمى المربعان الإضافيان اللذان يبرزان من يسار الصف التاسع ويمين الصف الثاني بالحصن. إذا تمكن اللاعب، في أي وقت أثناء اللعبة، من نقل ملكه إلى حصن خصمه، فيمكنه إعلان المباراة بالتعادل. يعد هذا مفيدًا لاللاعب الخاسر لأن الوصول إلى طريق مسدود يعتبر خسارة في لعبة الشطرنج تيمورلنك. وبدلاً من ذلك، إذا كان لدى اللاعب أمير أو ملك عرضي على اللوحة عندما يدخل شاهه قلعة خصمه، فيمكن لشاه أن يتبادل الأماكن بأي من تلك القطع، وتستمر اللعبة. يمكن للأمير أو الملك العرضي أن يخرج لاحقًا من الحصن لإفساح المجال أمام الملك للدخول مرة أخرى، ولكن لا يجوز استخدام ميزة التبادل إلا مرة واحدة.
الشاه (الملك) أعلى مرتبة من الأمير، الذي يحتل مرتبة أعلى من الملك العرضي. فقط أصحاب التصنيف الأعلى بين الثلاثة على اللوحة يمكنهم دخول قلعة الخصم.
يتمتع الملك العرضي بشرف خاص لكونه القطعة الوحيدة على اللوحة التي يمكنها دخول حصنها الخاصة. وعند الدخول يصبح محصنا، وبالتالي يمنع الخصم من دخول الحصن ويعلن التعادل.

### القطع الملكية
في حال وجود أكثر من قطعة ملكية عند اللاعب فيجب أسرهم كقطعة عادية حتى يتبقى واحد فقط ويتم أخذه بالشكل المألوف

### الفوز
الهدف من الشطرنج تيمورلنك، كما هو الحال في الشطرنج الحديث، هو التغلب على الخصم الشاه (الملك). على عكس لعبة الشطرنج الحديثة، الجمود يعد الخصم بمثابة فوز أيضًا. الملك العاري لا يعتبر خسارة فما زال لدى اللاعب فرصة التعادل بإيصال الملك للحصن

## روابط خارجية
- Tamerlane chess
- Play Tamerlane Chess نسخة محفوظة 30 أكتوبر 2015 على موقع واي باك مشين.
- more details and history on Tamerlane Chess